# Microtus ilaeus
Казашка волухарица (Microtus ilaeus) је сисар из реда глодара и породице хрчкова (лат. Cricetidae).

## Распрострањење
Врста има станиште у Авганистану, Казахстану, Кини, Киргистану, Таџикистану и Узбекистану.

## Станиште
Врста Microtus ilaeus има станиште на копну.

## Угроженост
Ова врста није угрожена, и наведена је као последња брига јер има широко распрострањење.

### Популациони тренд
Популациони тренд је за ову врсту непознат.